# Эсторре Висконти
Эсторре Висконти (итал. Estorre Visconti; ок. 1356 — 7 января или февраля 1413, Брианца) — синьор Милана в мае-июне 1412.

## Биография
Внебрачный сын Бернабо Висконти, синьора Милана, от Бельтрамолы де Грасси, брат кондотьера Амброджо Висконти.
Согласно «Каррарской хронике», ему было 29 лет в 1385 году, когда его отец был предательски схвачен Джан Галеаццо Висконти. Эсторре удалось бежать и укрыться в Брешии со своими единокровными братьями.
В 1386—1387 годах он, возможно, находился  при дворе Антонио делла Скала вместе с Карло Висконти, но был вынужден бежать после завоевания Вероны миланцами в 1387 году. В июле 1392 Карло вел переговоры с Флоренцией о предоставлении Эсторре охранной грамоты.
3 мая 1392 Эсторре договорился с Джан Галеаццо, который передал наследникам Бернабо земли между Пессано, Борнаго, Каругате и Кашина Валера, а также владение Мерлино в районе Лоди.
После смерти первого миланского герцога Эсторре принял участие в борьбе за его наследство. Весной 1404 года он участвовал в экспедиции Гульельмо делла Скала и Франческо II да Каррара для отвоевания Вероны.
Эсторре и другие наследники Бернабо 2 ноября 1404 объединились с набиравшими влияние Антонио и Франческо Висконти для борьбы с лидером партии гвельфов Пандольфо Малатестой, и получили от герцога Джованни Марии различные владения. Эсторре достались замки Мартиненго и Моренго.
В ходе военных операций Эсторре, действовавшему в качестве наместника номинального главы потомков Бернабо Джанкарло Висконти, удалось подчинить большую часть Брешианской равнины, но в конце июля 1405 он был взят в плен Малатестой около Провальо. За Эсторре был назначен выкуп в 10 тысяч флоринов, но Джанкарло договорился с Пандольфо о возвращении пленника в обмен на продажу Палаццоло. В сентябре Эсторре был схвачен герцогским капитаном Станголино делла Палуде и заключен в Монце. В начале 1407 года, после соглашения между герцогом Джованни Марией и всеми членами семьи Висконти, включая наследников Бернабо, был отпущен. Склонив на свою сторону местных лидеров, он в том же году стал синьором Монцы, где чеканил свою монету.
В 1408 году Эсторре снова вступил а борьбу за власть в Милане. С мая по июнь он действовал совместно с Фачино Кане и Джанкарло, атакуя районы Сан-Симпличиано и Восточных ворот, а в августе на короткое время захватил Кассано д'Адду.
16 мая 1412 года Джованни Мария Висконти, герцог Миланский, был убит сторонниками наследников Бернабо, и в тот же день Эсторре, заранее тайно прибывший в Милан, был провозглашен его синьором вместе со своим племянником Джанкарло Висконти. 
Пытался оборонять Милан от войск графа Павии Филиппо Марии Висконти, но 12 июня город капитулировал.
Потерпев поражение, Эсторре с Джанкарло и своей сестрой Валентиной бежал в Монцу, а 8 августа был осажден в Брианце войском Филиппо Марии под командованием Карманьолы. 7 января или февраля 1413 Эсторре умер от заражения крови в результате ранения камнем, выпущенным катапультой противника. Валентина продолжала оборону до мая, после чего зеключила соглашение с Филиппо Марией. Эсторре был погребен в кафедральном соборе Монцы.
В 1711 году во время ремонтных работ в соборе мумифицированные останкии Эсторре были обнаружены и ныне, вместе с его мечом миланской работы хранятся в сокровищнице собора Монцы.

## Семья
Жена: Маргарета Инфраскати, дочь Джованни Инфраскати из Монцы
Дети:
- Франческо. В 1413 году получил от Филиппо Марии владения годовым доходом в 1600 флоринов
- Эсторре (1413 — ?). Жена: Франческа Симплатори